# Gegeneophis krishni
Gegeneophis krishni é uma espécie de anfíbio gimnofiono. É endémica da Índia. Só é conhecida nas redondezas de Gurpur, perto de Mangalore.